# Lisses
Lisses – miejscowość i gmina we Francji, w regionie Île-de-France, w departamencie Essonne.
Według danych na rok 1990 gminę zamieszkiwało 6860 osób, a gęstość zaludnienia wynosiła 660 osób/km² (wśród 1287 gmin regionu Île-de-France Lisses plasuje się na 283. miejscu pod względem liczby ludności, natomiast pod względem powierzchni na miejscu 359.). Mieszka tuaj także twórca dyscypliny kultury fizycznej zwanej Parkour, David Belle.